# (29596) 1998 HO32
A (29596) 1998 HO32 a Naprendszer kisbolygóövében található aszteroida. A LINEAR projekt keretében fedezték fel 1998. április 20-án.